# Valle de Chalco Solidaridad
Valle de Chalco Solidaridad är en kommun i Mexiko. Den ligger i delstaten Mexiko, i den centrala delen av landet, cirka 25 kilometer sydväst om huvudstaden Mexico City. Huvudorten i kommunen är Xico. Kommunen hade 357 645 invånare vid folkräkningen 2010, varav drygt 356 000 bodde i kommunhuvudorten. Valle de Chalco Solidaridad ingår i Mexico Citys storstadsområde och kommunens area är 46,53 kvadratkilometer.